# São Julião de Palácios
São Julião de Palácios ist ein Ort und eine ehemalige Gemeinde (Freguesia) im portugiesischen Kreis Bragança. Die Gemeinde hatte 231 Einwohner (Stand 30. Juni 2011).
Am 29. September 2013 wurden die Gemeinden São Julião de Palácios und Deilão zur neuen Gemeinde União das Freguesias de São Julião de Palácios e Deilão zusammengeschlossen. São Julião de Palácios ist Sitz dieser neu gebildeten Gemeinde.